# Szari Szulejmán
Szari Szulejmán pasa (1627 - Isztambul, 1687. november 18.) bosnyák származású török pasa. 1685. november 18. és 1687. november 18. között az Oszmán Birodalom nagyvezíre. A nagyharsányi csata elvesztése után, amely Magyarország végső felszabadulását jelentette, és véget vetett a 150 éves török uralomnak, Szulejmán pasát II. Szulejmán szultán kivégeztette.

## Nevének eredete
A szari (mai török sarı) jelző sárgát jelent, jelen esetben a pasa szőke hajára utalva.

## Élete
Szari Szulejmán pasa 1686-ban Buda visszafoglalásánál is harcolt. Megpróbálta megtörni az ostromlók blokádját, de a város mégis V. Károly lotaringiai herceg kezére került. Más források szerint valójában nem intézett kellő erejű felmentő támadásokat a keresztény csapatok ellen, csak zavarni próbálta az ostromot és erősítéseket küldeni a várba, de eredménytelenül. Mivel Bécs alatt megsemmisítették az oszmán fősereget és az azt követő három esztendőben is egymás után szenvedtek több nagyobb vereséget a törökök, ezért a kiállított sereg bár tekintélyes számú volt, de harcban járatlan volt, ezért nem akart még egy katasztrofális döntő vereséget elszenvedni, mint Kara Musztafa. Buda alól lényegében sértetlenül vonult el, de a magyar főváros elvesztését követően az oszmán hadvezetés újabb és újabb hibákat követett el. Meghatározó volt a modernizálódó, a nagylétszámú gyalogos mellett dragonyosezredeket és vértes alakulatokat alkalmazó, fegyelmezett, jól mozgatható  császári hadsereg ereje és előnye is.
Buda után nem sokkal Székesfehérvár is elesett. 1687. augusztus 12-én elvesztette a nagyharsányi csatát, ezek után lázadás tört ki ellene. Először Nándorfehérváron, majd Isztambulban bujkált kivégzésének végrehajtása elől. Végül 1687. november 18-án, Isztambulban II. Szulejmán oszmán szultán kivégeztette.